# Controllo industriale
Il controllo industriale è l'applicazione della teoria del controllo automatico all'ambito dei processi industriali.
I processi industriali coinvolti nell'azione di controllo possono essere di vario tipo, ad esempio può essere richiesto il controllo delle apparecchiature di un impianto chimico, dei sistemi di sicurezza industriale, di una centrale nucleare, oppure di sistemi per l'abbattimento degli inquinanti.

## Obiettivi del controllo
Il controllo di un processo industriale in genere si prefigge i seguenti scopi:
- Sicurezza per le persone: il controllo di un sistema abbassa le possibilità che si verifichino eventi che arrechino danno alle persone, in quanto l'azione di controllo mantiene il sistema entro un certo intervallo di condizioni operative sicure. Un esempio concreto è dato dal controllo di una centrale nucleare.
- Sicurezza ambientale: il controllo può essere svolto nel caso in cui ci sia il rischio di emissioni inquinanti o altri fattori nocivi per l'ambiente. Un esempio è il controllo dell'emissione di gas serra da un impianto chimico.
- Profitto: il controllo ha anche lo scopo di mantenere il funzionamento del sistema entro un intervallo di condizioni vantaggiose dal punto di vista economico o dal punto di vista delle prestazioni. Un esempio è il controllo effettuato dalla centralina del motore sul motore stesso, in cui si cerca di minimizzare il consumo di carburante e di aumentare le prestazioni dell'auto.

In genere il controllo si prefigge il raggiungimento di più obiettivi contemporaneamente, anche se per alcuni sistemi un obiettivo può essere primario rispetto agli altri, come negli esempi descritti in precedenza.

## Regolazione
Con lo studio del tempo di reazione, del movimento, della risposta in uscita del sistema, si ottengono dei parametri che permettono di "regolare" la risposta con una retroazione o controreazione e quindi si andrà a variare anche l'ingresso per modularne l'uscita.
L'applicazione di questo studio attraverso sensori, attuatori, comandi, controllori,  dà origine a quella che in ingegneria si chiama "regolazione".
Nelle automazioni, nel condizionamento, nel riscaldamento si applica la teoria dei controlli e quindi si fa la regolazione.
Nell'ingegneria termica e del condizionamento, la regolazione è fondamentale e può far risparmiare dal 30 al 60% dei consumi, per tutta la vita dell'impianto, ma è importantissimo che gli impianti nascano già con l'idea della regolazione.

## Strumentazione di controllo

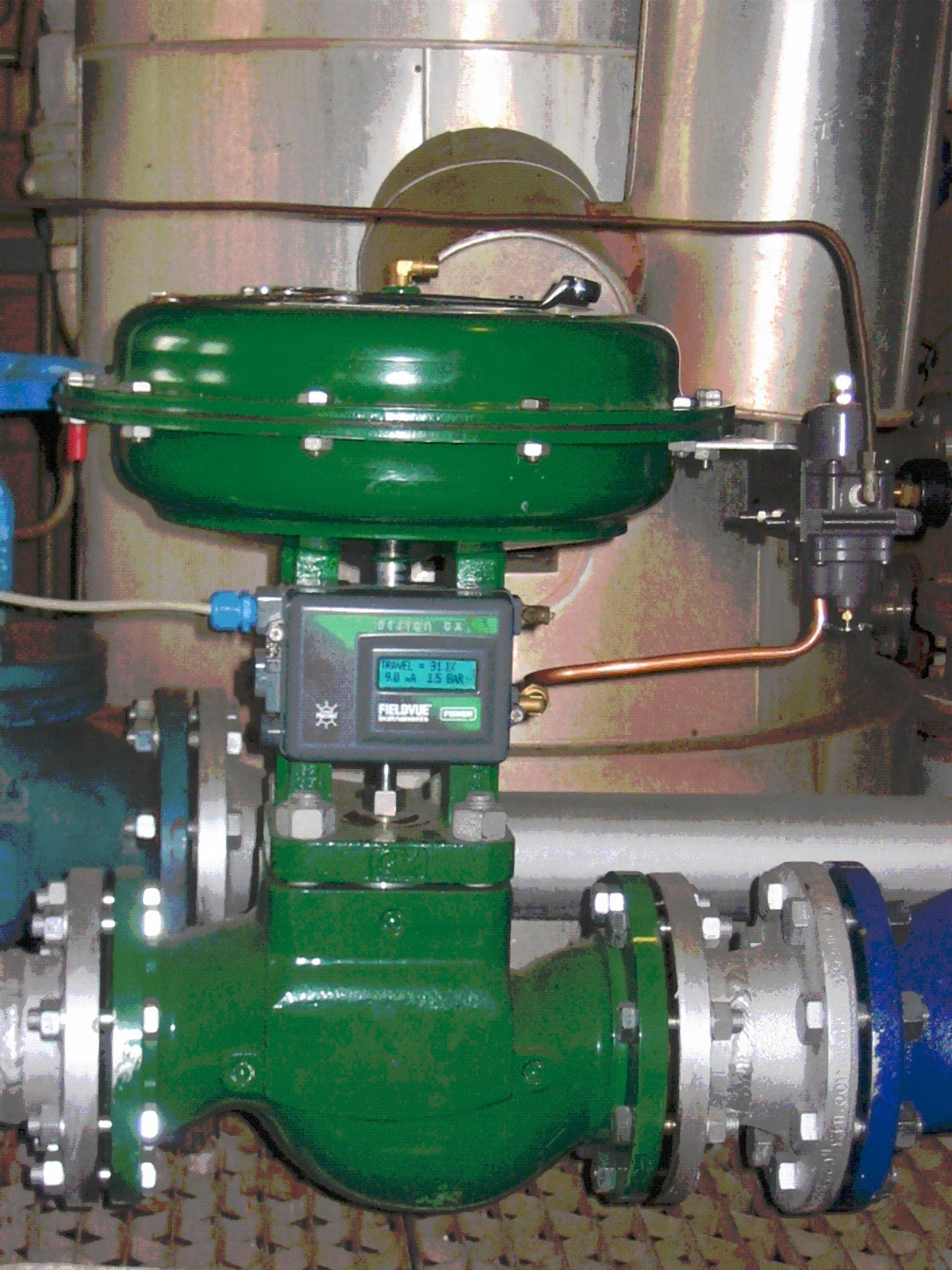
Valvola di controllo pneumatica, con posizionatore integrato

Gli strumenti per il controllo automatico includono, tra gli altri: misuratori, regolatori, attuatori, trasduttori.
Il controllo può avvenire con strumentazione pneumatica o elettronica.

## La normativa
La legge n. 10 del 1991 e il DPR n. 412, per impianti di una certa potenza, obbligano la progettazione e la realizzazione della regolazione negli impianti termici.